# Guillaume Lekeu
Guillaume Lekeu (nacido en Heusy - actualmente parte de Verviers - el 20 de enero de 1870 - fallecido en Angers el 21 de enero de 1894) es un compositor belga de música clásica, precursor del movimiento simbolista.

## Vida
Nació en Heusy, cerca de Verviers en Bélgica. Estudió piano y teoría con Alphonse Voss, director de la banda local.
Se mudó a Poitiers (Francia) con 9 años, donde estudió violín, violonchelo y piano. Comenzó a componer muy joven, teniendo una carrera prolífica como compositor desde los 15 años. Sus primeros trabajos demuestran gran inventiva rítmica y temática.
En 1888 se mudó a París donde empezó a estudiar filosofía y fue de peregrinación a Bayreuth al año siguiente a escuchar la música de Richard Wagner.
Estudió contrapunto y fuga con César Franck quien le animó a seguir componiendo desde 1889 hasta la muerte de éste un año después. Empezó entonces a estudiar fuga y orquestación con Vincent d'Indy, quien le mandó competir por el Gran Premio de Roma Belga en 1891 donde quedó segundo con la cantata Andròmede. 
Eugène Ysaÿe quedó tan impactado al escuchar fragmentos de dicha obra en un concierto en Bruselas que le encargó uno de sus trabajos más famosos, la Sonata para violín que Lekeu compone en 1892.
El estreno de la obra tuvo lugar en el círculo de los XX, un grupo de veinte pintores belgas y ese mismo año Ysaÿe dirigió la primera interpretación de Fantaisie sur deux airs populaires angevins.
Lekeu pasó 1893 escribiendo su cuarteto con piano que nunca completó. Murió de fiebre tifoidea en Angers en 1894. Su maestro D’Indy completó este cuarteto y una sonata para violonchelo.
Su obra está impregnada de la emoción y calidez de la música de Franck, y de las dos mayores influencias en su catálogo, el Beethoven tardío y Wagner. Más tarde influirá en Satie y en Milhaud.
En Verviers se celebra un festival internacional de música clásica en su honor.

## Obra
Muchas de sus obras de música de cámara fueron estrenadas en París para Armand Parent con su Cuarteto Parent. A pesar de su juventud, su obra tiene un carácter muy distintivo, aunque no pudo llegar a desarrollar todo su talento por causa de su muerte prematura. Su obra tiene influencias de Franck, Wagner y Beethoven, aunque no es una imitación. Utiliza la forma cíclica de Franck con originalidad en sus obras. 
Una de sus obras más conocidas, la Sonata para violín y piano ha sido identificada por algunos especialistas como la obra homónima que Marcel Proust atribuye al músico imaginario, Vinteuil, en su novela En busca del tiempo perdido.
Algunas de sus obras más sobresalientes son:
- Primer Estudio sinfónico (1889)
- Segundo Estudio sinfónico (1890)
- Trío para violín, violonchelo y piano (1890)
- Sonata para violín y piano (1891)
- Adagio para cuerdas (1891)
- Introducción y Adagio (1891)
- Tres Poemas (1892)
- Fantasía sobre temas populares angevinos
- Hamlet
- Cuarteto para piano (1893, inacabado)